# Craspedostoma
Craspedostoma es un génerocon 5 especies de plantas de flores perteneciente a la familia Thymelaeaceae
Es un sinónimo del género Gnidia.